# 냄비 로스트
냄비 로스트(--roast)는 고기 등을 냄비에 넣어 로스팅한 음식이다.

## 사진

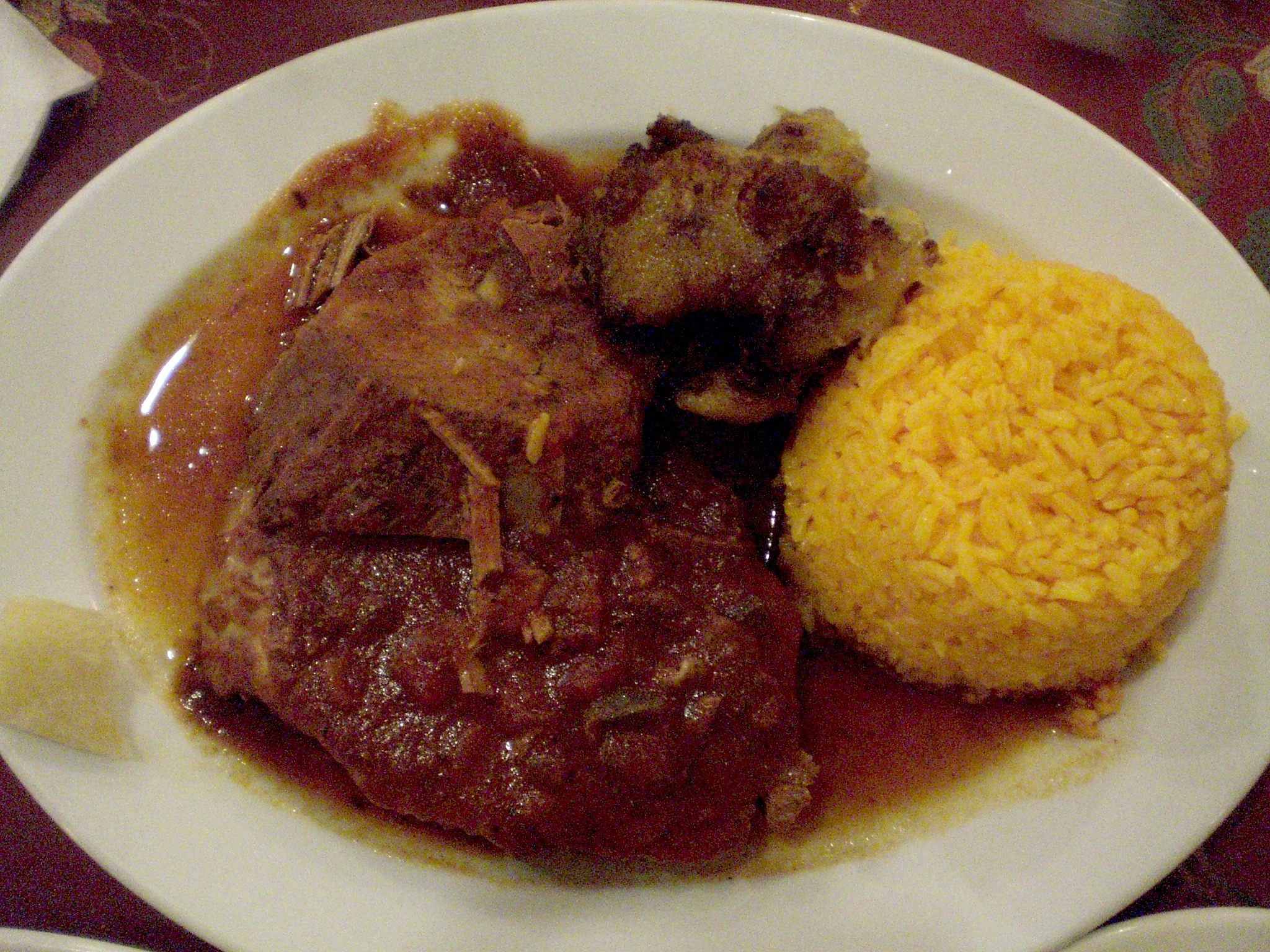
볼리체 (쿠바)
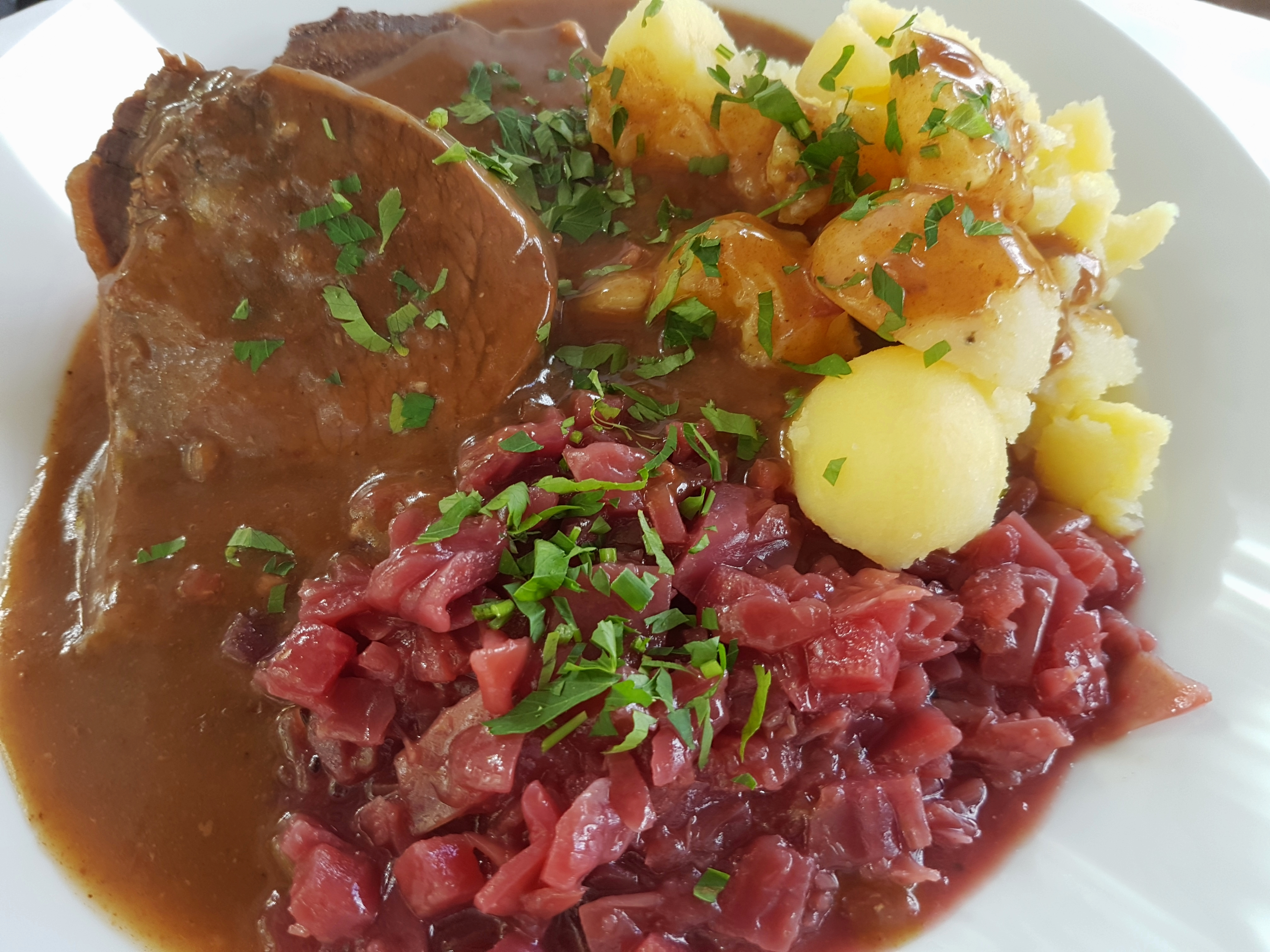
자우어브라텐 (독일)
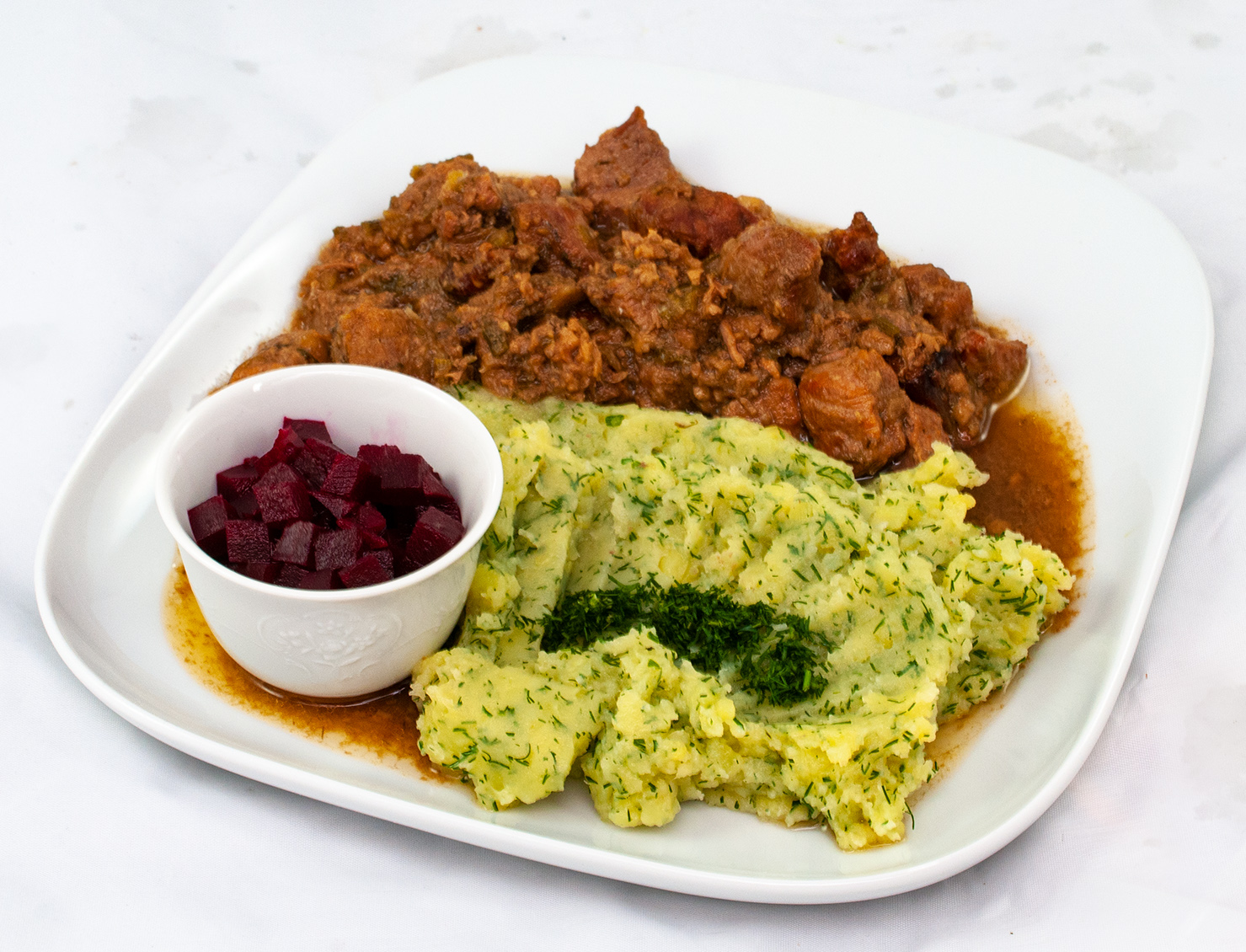
루쿠파이스티 (핀란드)
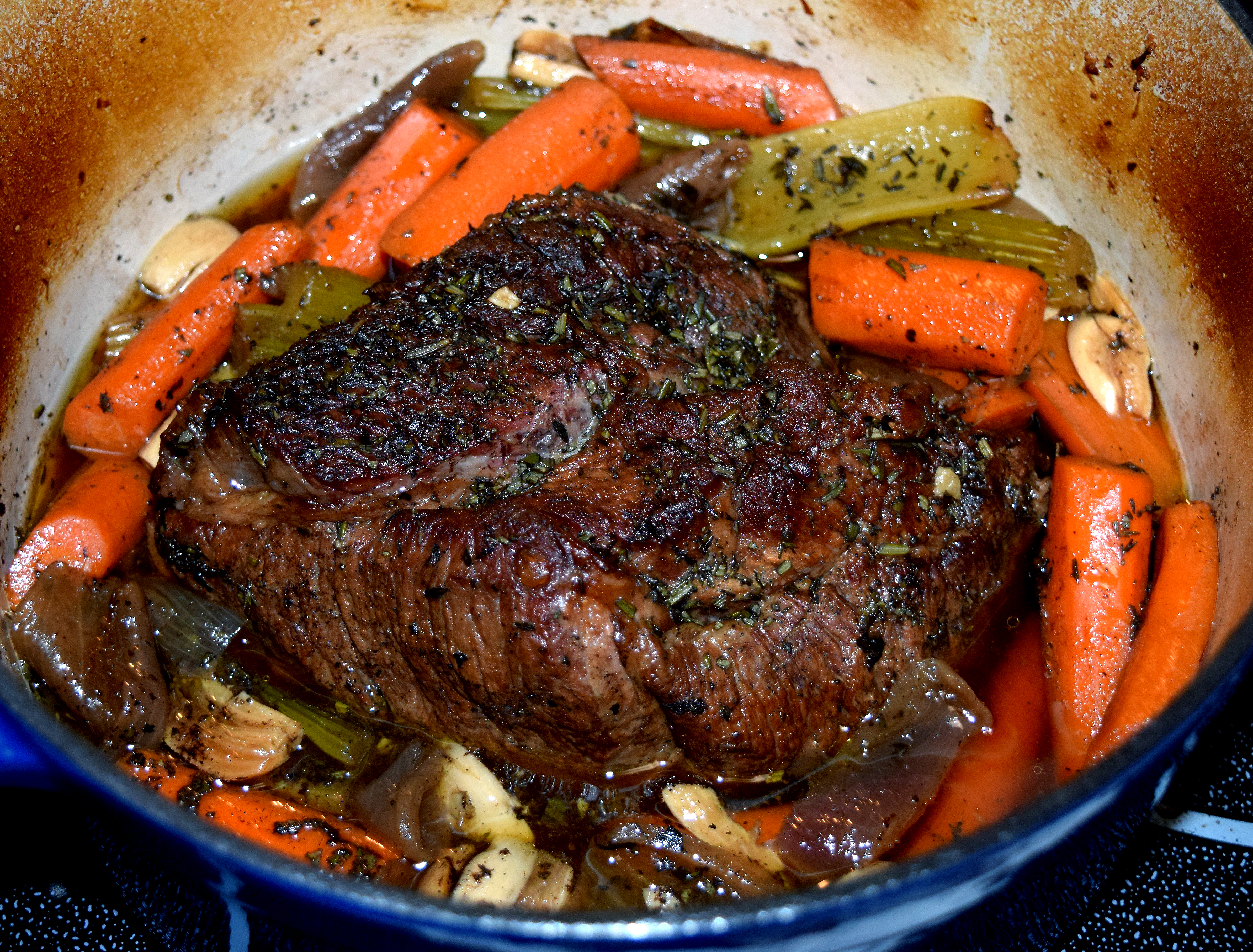
팟 로스트 (미국)

## 같이 보기
- 로스트